# 战车第1师团

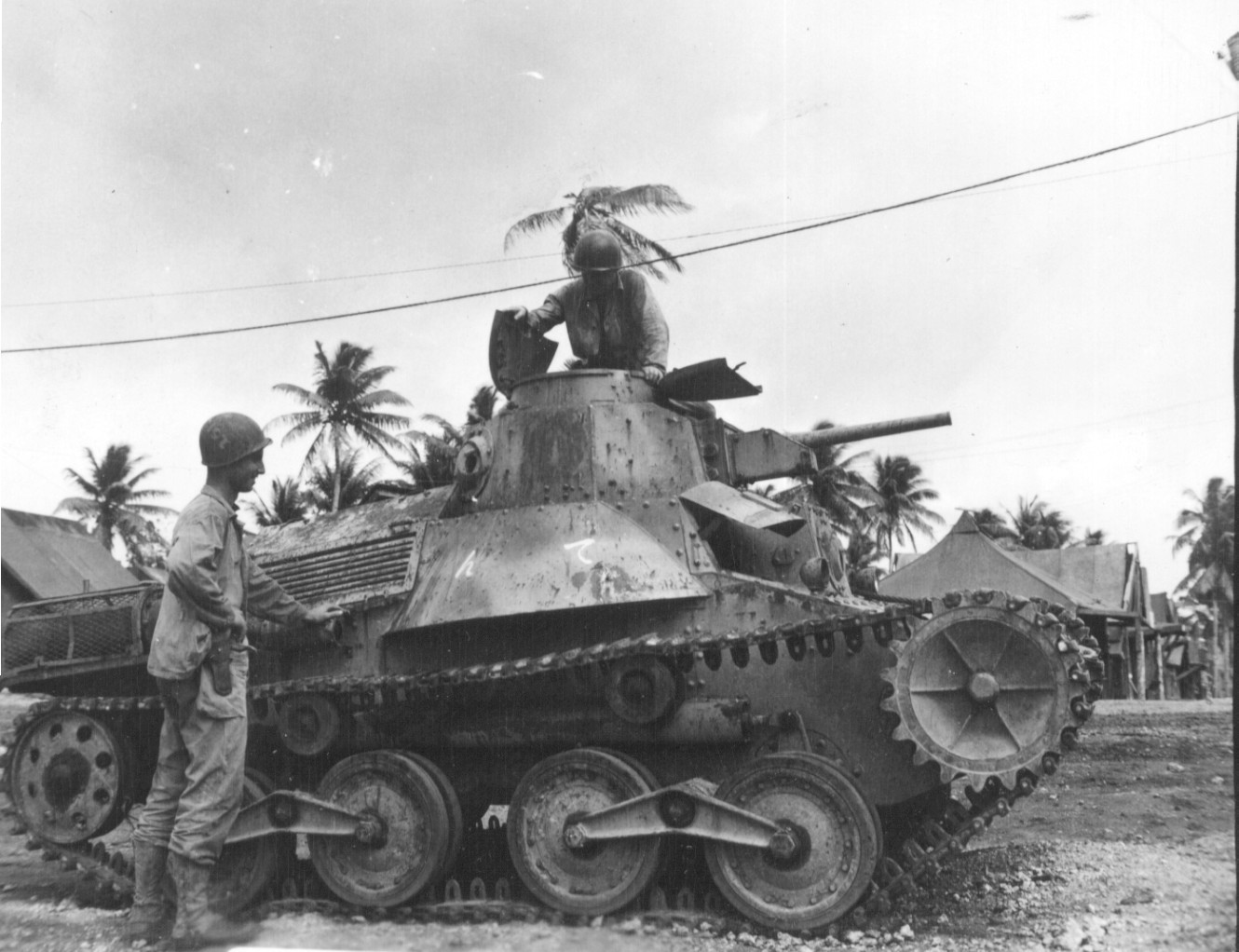
美军在关岛缴获的该师團戰車第9聯隊的坦克

战车第1师团（Sensha Dai-ichi Shidan），是二战中日本帝国陆军的四个战车师团之一。

## 历史
1942年6月24日，「戰車第1團」（在日軍中「團」乃旅級編制，下轄聯隊）在满洲国组建，随着从其他部队抽调的一个步兵聯隊的加入，戰車第1團升级为戰車师团。该师团驻扎在满洲国北部的宁安，其主要任务在是满洲国东部与苏联的边境上巡逻。该师团隶属于第1方面军。
1944年3月，随着太平洋战争形势逐渐恶化，战车第1师团的戰車第9聯隊被划归到第31军，并被派往塞班岛。该部在那里被美军歼灭。而師團防空隊與戰車第三聯隊参加了中国戰場的豫湘桂会战。战车第1师团的戰車第3聯隊被重新分配到第11军直到战争结束。
1945年3月，战车第1师团及其戰車第5聯隊被调回到日本本土，其任务是阻止盟军的登陆行动。 该师从战车第3师团获得了戰車第1聯隊，并成为了第12方面军下属第36军的一部分。该师团司令部和戰車第1聯隊驻扎在枥木县佐野市，戰車第5聯隊驻扎在枥木县大田原（后迁至埼玉加藏，机械化第1步兵聯隊和该师團的机械化炮兵驻扎在枥木市）。由于盟军可能将在九十九里海滩登陆，战车第1师团将守住从筑波山到多摩川的防线，前线部队部署在千叶县铫子。由于日本在登陆前投降，战车第1师团在日本本土上没有进行任何战斗。
第1戰車師團于1945年9月与日本帝国陆军的其余部分一起复员。

## 师团长
|   | 名称         | 从            | 到            |
| - | ------------ | ------------- | ------------- |
| 1 | 星野敏元中将 | 1942年9月1日  | 1945年6月15日 |
| 2 | 细见信夫中将 | 1945年6月15日 | 1945年9月30日 |